# Кандин (Сычуань)
Канди́н (тиб. དར་མདོ་, кит. упр. 康定, пиньинь Kāngdìng, палл. Кандин) — городской уезд в китайской провинции Сычуань, в котором размещается правительство Гардзе-Тибетского автономного округа.

## История
В течение многих столетий здесь размещался важный торговый центр — посёлок Дардзо. Из Чэнду сюда доставлялся носильщиками спрессованный чай в брикетах, а покупалась тибетская шерсть.
В 1733 году цинское правительство учредило в этих местах Дацзяньлоский комиссариат (打箭炉厅).
1 июля 1786 мощное землетрясение в 7,4 балла разрушило почти весь посёлок.
В 1903 году Дацзяньлоский комиссариат стал Дацзяньлоским непосредственно управляемым комиссариатом (打箭炉直隶厅). В 1908 году он был повышен в статусе, и стал Кандинской управой (康定府).
После Синьхайской революции в Китае была произведена реформа структуры административно-территориального деления, и в 1913 году Кандинская управа была преобразована в уезд Кандин. Западная часть провинции Сычуань была выделена в Специальный административный район Чуаньбянь (川邊特別行政區), правление которого разместилось в Кандине. В 1939 году Специальный административный район Чуаньбянь был преобразован в провинцию Сикан.
В апреле 1950 года в составе провинции Сикан был образован Специальный район Кандин (康定专区), в декабре 1950 года переименованный в Тибетский автономный район провинции Сикан (西康省藏族自治区); уезд Кандин вошёл в его состав, именно в нём разместилось правительство автономного района. В 1955 году провинция Сикан была расформирована, и район был передан в состав провинции Сычуань; так как в провинции Сычуань уже имелся Тибетский автономный район, то бывший Тибетский автономный район провинции Сикан сменил название на Гардзе-Тибетский автономный округ.
17 февраля 2015 года постановлением Госсовета КНР уезд Кандин был преобразован в городской уезд.

## Административное деление
Городской уезд Кандин делится на 6 посёлков и 16 волостей.

## Достопримечательности
Наиболее знаменитые монастыри — Наньусы (кит. 南无寺, гэлуг), Аньцзюэсы (кит. 安觉寺, гэлуг) и Цзинган (ньингма).

## Транспорт
В 2008 году был открыт аэропорт Кандин с посадочной полосой в 4 км. Аэропорт расположен в горах на высоте 4,280 метров.
Через уезд проходит знаменитая автомагистраль Годао 318.

## Люди, связанные с городом
Родилась: известная в Китае и Японии певица Алан Дава Долма.

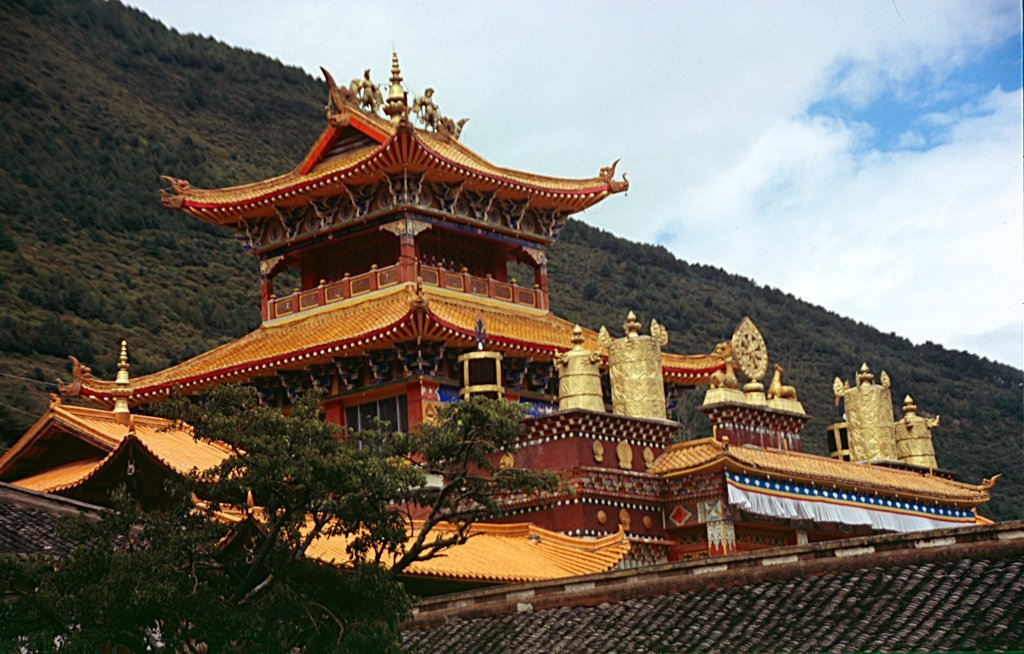
Монастырь Наньусы